# Вељко Димитријевић
Вељко Димитријевић (Црна Трава, 1877 - Ниш, 1945) био је српски пешадијски пуковник, учесник балканских и Првог светског рата.

## Биографија
Гимназију је завршио у Нишу, а пешадијску Подофицирску школу у Београду као други у рангу своје класе. 
Чин поднаредника стекао је 1895. године, наредника 1898, потпоручника 1901, поручника 1905, капетана II класе 1909, капетана I класе 1912, мајора 1914, потпуковника 1918. и пуковника 1923. године. 
У Првом балканском рату командовао је четом у Шеснаестом пуку "Цар Никола II" који је после победе у Кумановској бици на челу Прве армије ушао у Скопље. У Другом балканском рату учествовао је као командир чете у тешким борбама на Грљенским висовима, Брегалници, Злетовској реци, код Штипа и Кочана, на планини Серти, Кавадарцима, Неготину и Криволаку. Током Арнаутске побуне у западној Македонији септембра 1913. године учествовао је са својом јединицом у борбама код манастира Свети Јован Бигорски.
На почетку Првог светског рата био је командант Шеснаестог кадровског пука у борбама на Церу, Дрини и Мачковом камену. У борби на Колубари показао је одлике војног старешине и за испољену храброст одликован је Карађорђевом звездом с мачевима IV реда. 
На Солунском фронту постављен је за команданта батаљона Шеснаестог пешадијског пука "Престолонаследник краљевић Александар" у саставу Дринске дивизије. Током Кајмакчаланске битке нарочито се истакао у нападу на положај Старков зуб, те је поново одликован. Септембра 1918. године предводио је свој батаљон у борбама на Соколу од чијег је освајања зависило даље напредовање према Козјаку. После борби за ослобођење Србије, Вељков батаљон је прешао у Срем и код Вуковара запленио цео пловни потенцијал бивше Аустроугарске на Дунаву (37 пароброда и 217 шлепера). По други пут је након тога одликован Карађорђевом звездом с мачевима IV реда. 
Након рата вршио је са својим батаљоном обезбеђење границе према Мађарској, а затим и према Албанији. До пензионисања 1925. године био је командант Војног округа. 
Поред два ордена Карађорђеве звезде с мачевима IV реда одликован је и Сребрном и Златном медаљом за храброст, Орденом Белог орла с мачевима IV реда, Орденом Југословенске круне IV реда, Орденом Светог Саве III реда, француским Ратним крстом, Споменицом краља Петра I, Споменицом српско-турског рата, Споменицом српско-бугарског рата и Албанском споменицом 1915.